# Thomas Duve
Thomas Duve (* 26. April 1967 in Hamburg) ist ein deutscher Rechtshistoriker.  Er ist seit 2009/2010 Direktor am Max-Planck-Institut für Rechtsgeschichte und Rechtstheorie (mpilhlt) in Frankfurt am Main.

## Leben
Thomas Duve studierte Rechtswissenschaft an der Ruprecht-Karls-Universität Heidelberg, der Päpstlichen Katholischen Universität von Argentinien und der Ludwig-Maximilians-Universität München. Das Studium der Rechtswissenschaften schloss er 1994 mit dem Referendarexamen und 1999 mit dem Assessorexamen ab. Zudem studierte Duve von 1994 bis 1996 Philosophie an der Hochschule für Philosophie München SJ.
Er wurde 1997 von der Juristischen Fakultät der Universität München mit einer Arbeit zur Methodendebatte in den Rechts- und Staatswissenschaften an der Wende vom 19. zum 20. Jahrhundert zum Doktor der Rechtswissenschaften promoviert. Sein Doktorvater war der Rechtshistoriker und Kanonist Peter Landau. Die Dissertation erschien 1998 unter dem Titel Normativität und Empirie im öffentlichen Recht und der Politikwissenschaft um 1900. Historisch-systematische Untersuchung des Lebens und Werks von Richard Schmidt (1862–1944) und der Methodenentwicklung seiner Zeit.
2004/2005 habilitierte sich Duve an der Universität München. Er erhielt veniae legendi für Bürgerliches Recht, Deutsche Rechtsgeschichte, Historische Rechtsvergleichung, Rechtsphilosophie und Kirchenrecht. Die Habilitationsschrift Sonderrecht in der Frühen Neuzeit. Das frühneuzeitliche ius singulare, untersucht anhand der privilegia miserabilium personarum, senum und indorum in Alter und Neuer Welt erschien 2008.
An der Päpstlichen Katholischen Universität von Argentinien (UCA) in Buenos Aires war Duve von 2005 bis 2009 Professor für Rechtsgeschichte. Er ist seit 2006 Vizedirektor des Instituts für die Geschichte des Indianischen Kirchenrechts und seit 2009 Außerplanmäßiger Professor der Fakultät für Kirchenrecht der UCA.
2009/2010 folgte Duve als Direktor des Max-Planck-Instituts für europäische Rechtsgeschichte Michael Stolleis nach. Er zählt zu den Herausgebern des forum historiae iuris, der ersten europäischen Internetzeitschrift für Rechtsgeschichte. Duve forscht zur frühneuzeitlichen und modernen Rechtsgeschichte, insbesondere zur Rechtsgeschichte Hispanoamerikas.
Seit 2010 ist Thomas Duve Professor für vergleichende Rechtsgeschichte an der Goethe-Universität Frankfurt am Main. Weiterhin war er ab 2012 bis 2014 Leitungsgremiumssprecher des LOEWE-Schwerpunkts „Außergerichtliche und gerichtliche Konfliktlösung“, eines interdisziplinären Verbundforschungsvorhabens im Rahmen des hessischen Exzellenzprogramms.

## Mitgliedschaften
- 2005–2009: Miembro titular der Comisión Directiva des Instituto de Investigaciones de Historia del Derecho, Buenos Aires.
- Seit 2008: Mitglied des Advisory Board der Iuris Canonici Medii Aevi Consociatio (ICMAC).
- Seit 2008: Mitglied des Advisory Board des Stephan-Kuttner-Institute of Medieval Canon Law.
- 2010: Ordentliches Mitglied der Academia Europaea[3]

## Schriften (Auswahl)
- Normativität und Empirie im öffentlichen Recht und der Politikwissenschaft um 1900. Historisch-systematische Untersuchung des Lebens und Werks von Richard Schmidt (1862–1944) und der Methodenentwicklung seiner Zeit. Ebelsbach 1998, ISBN 3-932653-00-9 (= Münchener Universitätsschriften – Juristische Fakultät. Abhandlungen zur Rechtswissenschaftlichen Grundlagenforschung, Bd. 81) (Zugleich: Dissertation, Universität München, Juristische Fakultät).
- Sonderrecht in der Frühen Neuzeit. Das frühneuzeitliche ius singulare, untersucht anhand der privilegia miserabilium personarum, senum und indorum in Alter und Neuer Welt. Klostermann, Frankfurt am Main 2008, ISBN 978-3-465-04057-6 (= Studien zur europäischen Rechtsgeschichte, Bd. 231) (Zugleich: Habilitationsschrift, Universität München, Juristische Fakultät).
- mit Stefan Ruppert (Hrsg.): Rechtswissenschaft in der Berliner Republik. Suhrkamp, Berlin 2018, ISBN 978-3-518-29830-5.